# マグニートー
マグニートー（英語: Magneto）は、マーベル・コミックスによって出版されているアメリカン・コミックスに登場する架空のキャラクターである。一般的にX-メンとの関わりがある。作家のスタン・リーと画家のジャック・カービーによって作り出された。このキャラクターはX-メンの宿敵として "The X-Men" ＃1（1963年9月）で初登場した。
マグニートーは磁場を生成し操作する能力を持つ、強力なミュータントである。ミュータントとは、生まれながらに普通の人間にはない特殊な能力が備わった新たな人類種を指し、マグニートーは人類をホモサピエンスと呼ぶことから、ミュータントを「ホモ・スペリオール」（優れた人間）と呼んでいる。マグニートーは人類より優れたミュータントによる世界の支配を目的としており、人間とミュータントの平和的共存という考えは否定している。マグニートーの生い立ちや動機については作家により肉付けが行われており、ホロコースト生存者であることが明らかにされている。マグニートーのテロ活動を基本とする極端な手段やシニカルな哲学は、ミュータントを恐れ、迫害する人間達によりミュータントがホロコーストの二の舞になることを防ぎたいという決意からきている。X-メンのリーダーであるプロフェッサーXとは親友であるが、時として信念の違いにより仲違いが起こる。その目的と思想からスーパーヴィランからアンチヒーロー、スーパーヒーローなど役割は多岐にわたり、時としてX-メンと連携したり、その一員となることもある。
イアン・マッケランはX-MENシリーズの4作でマグニートーを演じ、マイケル・ファスベンダーが3作で若き日のマグニートーを演じている。

## コミックへの登場
マグニートーは1963年に出た『X-メン』1号で初登場した。1960年代を通してマグニートーは最初期のX-メンのコミックに何回か登場しており、その後、多数のX-メンのミニシリーズや他のマーベル作品にも登場している（『アンキャニィ X-Men』、『X-Men』、『アストニッシング X-Men』、『アルファフライト』、『ケーブル』、『エクスカリバー』、『ニューミュータンツ』など）。はじめて単独主役となったのはワンショットの『マグニートー：ザ・ツイスティング・オブ・ア・ソウル』0号 (1993年9月刊)で、短期間の間コミックに登場しなくなった後にこの作品が出版された。この作品はライターのクリス・クレアモント、画家ジョン・ボルトンによる『クラシック X-Men』 12号（1987年8月刊）、同誌19号 (1988年3月)からマグニートーに関する物語を選び、再収録したものであった。
2008年のインタビューで、スタン・リーはマグニートーについて「悪党とは思っていませんでしたね。ひどく偏見に満ちた人種差別主義的な人々に反撃したかっただけでした。ミュータントを守ろうとしていたんです。社会がミュータントを公正に扱わなかったから、社会にお灸を据えてやろうとしていたんです。もちろん危険な人物ですが…ヴィランだと思ったことは全くないんです」と述べている。同じインタビューで、リーはもともとマグニートーをプロフェッサーXの兄弟にするつもりだったとも明かしている。クリス・クレアモントはマルコムXがマグニートーを創り出す上でのインスピレーションであり、プロフェッサーXについてはマーティン・ルーサー・キング・ジュニアを参考にしたことをおおやけに認めている。
マグニートーのはじめてのオリジナルストーリーは全4号のミニシリーズである 『マグニートー』 (1996年11月～1997年2月刊行)で、ライターはピーター・ミリガンとホルヘ・ゴンザレス、ペンシラーがケリー・ジョーンズが担当した。このミニシリーズでマグニートーは若返って記憶喪失になっており、自分をジョセフという名前だと思っていたが、のちにジョセフはマグニートーの若いクローンだったことがわかる。その後、マグニートーはジェノーシャ国の支配者となる。この後にマグニートーが登場したミニシリーズは2作あり、『マグニートー・レックス』 (ジョー・プルーエット作、ブランドン・ピーターソン画)と『マグニートー：ダーク・セダクション』 (フェイビアン・ニシーザ作、ロジャー・クルズ画)である。
大型ペーパーバックで、グレッグ・パクがマグニートーの子ども時代を描いた小説『X-Men:マグニートー・テスタメント』が2008年9月に刊行された。パクはこの小説をホロコースト生存者の説明に基づいて書いた。小説が刊行される前に、マグニートーの背景や個人史は『アンキャニィ・X-Men』150号 (1981年8月刊行)で形作られていた。マグニートーはユダヤ人のホロコースト生存者として描かれていた。妻でシンティであるマグダを探す一方、自身もシンティのふりをしていた。このせいでマグニートーの出自について混乱している読者もいたが、ユダヤ系であるという民族的背景は『マグニートー・テスタメント』で公式に設定された。

## 能力
マグニートーは磁場を操り、幅広い種類の影響を及ぼすことができるミュータントである。彼の主要な能力は、磁力を支配し、物質の性質の磁性を問わず全ての鉄を含む金属と非金属を操ることである。
彼が一度に操ることのできる量の最大値は不明で、彼は何度か、大きな小惑星を動かし、3万トンの原子力潜水艦を容易く空中に浮かせたことがある。彼は自分の力を原子レベルにまで拡張し、（電磁力が化学結合の要因である限りでは）化学構造を操り、物質を再配列できる。けれどもこれは大抵、非常な努力を要する。
彼は多くの個々の物体を同時に操り、複雑な装置を自らの能力で組み立てる。また、非金属と非磁性体の物質をより狭い範囲で作用させ、たびたび自分自身と他人を空中に浮かせた。また、強力な電磁パルスを生み出し、光子に至るまでの電磁エネルギーを発生させ操ることが出来る。彼は目に見える光を歪めて体に纏うことで、透明になることが出来る。マグニートーがよく使う別の力は、物質とエネルギーを入念に選びブロックするシールドである。このシールドは、同時多発的に起きる熱核兵器の爆発に十分に耐えられるほど強い。それゆえに、宇宙空間でシールドに囲われている時、大きな危害に対して傷つくことが無く、そのシールドのおかげで生き残ることができる。彼のシールドはX-メンや、ソー、ジーン・グレイ（フェニックス）、シークレット・ウォーズ中のギャラクタスの攻撃などに何度か耐えた。また、自身の体を通しパワーを伝達してつなげることで、体力と耐久力を人間の限界をはるかに超えるまで増加させる。そして基準線の反応時間が普通の人間よりも15倍速い。時々彼は自分の周りの重力フィールドの作用を作り変える。そのことは、彼自身が統一場を操ることができ統一場が存在する証拠として示唆される。彼はワームホールを作り出す能力があることを示し、ワームホールを通って自分と他人を安全に瞬間移動させることが出来る。
マグニートーはしばしば、最強もしくはほとんど予期していない時以外のテレパシー攻撃に対抗できると描かれている。彼のテレパシーに対する強い耐性についていくつかの説明が挙げられる：(a)ヘルメットの中に配線されている技術（何冊かのコミックのプロットラインで説明されている。）、(b)電磁力のいくつかの物理面がテレパシーを妨げる（彼は一度、彼の手が届く範囲内に達する、テレパシー能力を持つ全ての人のパワーをくじくために、地球の磁気フィールドを使った。）、(c)彼自身の潜在的なテレパシー能力もしくは、(d)完全に意志の力だけによる、などである（X-Men Vol.2 #2)。彼の潜在的なテレパシー能力のテーマはシークレット・ウォーズリミテッドシリーズ間の多数の話で調査されている。いくつかの初期の登場作品で、マグニートーは、アストラル投射で交戦する能力を秘めていると見られる描写がある。彼はニューミュータンツを率いている時、セレブロを使い、離れた距離にいるミュータントの位置を特定した。珍しい事ではあるが、彼は他人の夢を読み、テレパシーで命令を出し、他人の思考に探りを入れることがある。彼は極度の瞑想中に、自らの思考を隠す能力を持っている。それは、彼の目の前で必死に思考を読もうとするにも関わらず、あのエマ・フロストにさえ読むことが出来ないほど強力である。
彼の能力について付け加えると、マグニートーは他にも多くのスキルを持っている。彼は先端化学の様々な分野について、特に遺伝子操作、微粒子物理学、工学その他の技術の分野で優れた能力を持つ。彼は高度な兵器や衛星、スーパーパワーを持つ人造人間、火山、地震を生み出したり、テレパシー攻撃をブロックしたり、数マイル内にいる彼以外のすべてのミュータントの能力を無効にする装置を設計した。彼は記憶を元に、コンピュータ化された装置を敏速に再建する。彼は生体工学によってサヴェージ・ランド・ミューテイツを含む新しい種族を、逸脱した技術でアルファ・ザ・アルティメット・ミュータントをつくり出した。彼は人間の多くの言語を流暢に話し、一度、失われた文明の未知の言語を独力で解読した。彼は人の微表情を「読むこと」に関して卓越したスキルを持ち、人が嘘をつこうが恐れようが、何を考え感じているのかを読み取る。彼は「敵の手段を取ること」を好む。また、大規模な戦闘経験を持つため、非常に優れた戦略家、戦術家でもある。そしてしばしば、スーパーヒューマンの敵集団全体を一人で片づけた。彼はまた、接近戦の軍隊トレーニングを受け、こぶしを使った戦闘が有効的であることを理解しているが、戦闘時にはスーパーパワーを使う方を好む。

## コミックにおける人物来歴

### 生い立ち
マグニートーは出生時の名前をマックス・アイゼンハートといい、1920年代末のいつ頃かにユダヤ系ドイツ人のミドルクラスの家庭に生まれた。マックスの父ジェイコブ・アイゼンハートは勲章をもらっている第一次世界大戦退役兵であった。ナチスの興隆、1935年のニュルンベルク法成立、クリスタルナハトの最中、偏見と苦労に耐えて生き延び、マックスと一家はポーランドに逃げるが、そこでドイツによるポーランド侵攻によりつかまってワルシャワ・ゲットーに送られてしまう。マックスと一家はゲットーから逃げるが、裏切られてまたつかまってしまう結果に終わった。マックスの母、父、姉妹は処刑されて共同墓地に埋葬されたが、マックスはおそらくミュータントとしての力があったため生き延びた。共同墓地から逃げたが、マックスはまたつかまってしまう。マックスはアウシュヴィッツ＝ビルケナウ強制収容所に送られ、そこで結局ゾンダーコマンドとなった。アウシュヴィッツでマックスは、以前恋心を抱いたことのあるマグダという名のシンティ・ロマ人の若い女性と再会し、1944年10月7日の反乱の際に強制収容所から逃げ出した。
戦争の後、マックスとマグダはウクライナの都市ヴィーンヌィツャに引っ越し、マックスは「マグナス」という名前を使うようになる。マグダとマグナスはアーニャという娘をもうけて平穏に暮らしていたが、マグナスの力を初めて知ったため刺激された怒れる群衆が、アーニャがまだ中にいるのに家を焼き払ってしまう。マグナスはアーニャを助けようとするのを邪魔した群衆に対して怒り狂い、力が解き放たれて群衆は殺され、街の一部も破壊されてしまう。マグダはマグナスの力に怖れをなし、夫のもとを離れて、のちにミュータントのふたごであるピエトロとワンダを生んで亡くなってしまう。ヴィーンヌィツャでの死と破壊活動のため当局から追われる身となり、マグダを探しながら、マグナスはルーマニアの偽造専門家ジョージ・オデカークに金を払い、「シンティのエリック・レーンシャー」というニセの身元を保証してもらう。「エリック」はイスラエルに移住し、そこでチャールズ・エグゼヴィアと会って親しくなる一方、ハイファの近くの精神病院で働くようになる。そこで2人は、互いにミュータントであることを明かさないまま、ミュータントの勃興により人間が直面する結果について議論した。しかしながら2人はバロン・フォン・ストラッカーとハイドラに立ち向かう際、固有の力を互いに披露せざるを得なくなる。戦いの後、エリックは自分とチャールズの考えは相容れないと気づき、ナチスの埋蔵金を持って去るが、このおかげで自分の目標を追究するための資金を得られるようになった。

### マグニートーの活躍開始
ナチス・ドイツ、アウシュヴィッツ、ヴィーンヌィツャでの経験にもとづいて、マグニートーはマーベル・ユニバースでミュータントの状況を見る。同じような残虐行為がミュータントに行われないよう、マグニートーはミュータントを守るためなら手段を選ばなくなった。「ミュータント(ホモ・スペリオール)は地球を支配するべきだ」と信じるようになり、地球でミュータントが平和に暮らせる国を作るか、ミュータントの名の下に人間を征服し奴隷とするか、どちらかに着手しようと考えた。
マグニートーの最初の悪行は、ミサイルを撃墜した後ケープ・シタデルというアメリカ合衆国軍基地の襲撃。マグニートーはチャールズ・エグゼビアの教え子であるX-メンに追い払われた。これはX-メンの最初のミッションであった。マグニートーは中空の小惑星の中にアステロイドMという軌道基地を作る。それから社会に幻滅し怒りを抱えるミュータントを集めて、自分の目的を達成するためのチーム「ブラザーフッド・オヴ・イビル・ミュータンツ」を結成した。自分の子であるクイックシルバーとスカーレット・ウィッチもいたが、この時はまだ彼らは互いの血縁関係を知らなかった。マグニートーはミュータントの国を作ることを望んで南アメリカの国、サンマルコを短期間征服したが、再びX-メンに野望を挫かれてしまう。マグニートーはトードをX-メンに潜入させようとするが、失敗する。マグニートーはエンジェルをつかまえてX-メンの秘密を探ろうとするが、他のX-メンが仲間のエンジェルを助けに来て、アステロイドMを破壊されてしまう。
マグニートーは強力なエイリアンであるストレンジャーにつかまってしまう。最初は彼が思いのほか強いミュータントなのだろうと思い込んでいた。ストレンジャーはマグニートーとトードを特別な繭に入れ、ストレンジャーの実験室がある他の惑星に誘拐する。地球では、クイックシルバーとスカーレット・ウィッチがブラザーフッドから離脱し、マグニートーを見捨ててしまう。マグニートーはストレンジャーの惑星にあった宇宙船を直して地球に逃げ帰るが、トードは置いてきてしまう。マグニートーはX-メンをほとんど全員捕まえ、プロフェッサーXの屋敷を奪い、エンジェルの両親を使ってミュータントの種族を作ろうとするが、ストレンジャーに再び捕まってしまう。マグニートーはしばらくストレンジャーの星にとどまるが、また逃げだして地球に戻り、マスターマインド以外のミュータントを集めてブラザーフッド・オヴ・イビル・ミュータンツを再結成する。それからマグニートーはX-メンを捕まえるが、アベンジャーズやブラザーフッドに反逆したトードの助けがあったため、マグニートーはまたも敗れる。
マグニートーはサベッジ・ランドへ行き、ミューテイツを作り、サヴェージ・ランド・ミューテイツとともにX-メンやカイ・ザーと衝突する。さらにサブマリナーとともにニューヨークを襲撃した。その後、インヒューマンズ・ロイヤル・ファミリーと戦い、アベンジャーズとも再戦する。
マグニートーはのちにブラザーフッドを再結成し、プロフェッサーXやディフェンダーズと戦う。地球の核のそばで見つけた古代及び最先端のエイリアン技術を用いて、マグニートーは人工ヒューマノイドである「究極のミュータント、アルファ」"Alpha the Ultimate Mutant"を作るが、アルファは創造者に反逆し、マグニートーを子どもの状態に戻してしまう。マグニートーはその後、チャールズのかつての恋人であったミューア島のモイラ・マクタガートに面倒をみてもらうようになる。ミューア島でマクタガートはマグニートーの長期かつ広範にわたる力の使用が神経システムや精神に悪影響をもたらしており、マグニートーがどんどんパラノイア的で非合理的になっていると気づく。マクタガートは成長後も合理的なまま安全に力を使えるよう、子どもになっているマグニートーの遺伝コードを操作した。しかしながら、マグニートーが力を使うことで遺伝子配列が再配置されて最初の状態に「リセット」されるため、マクタガートの遺伝コード操作は、マグニートーが自分の力を復活させるとすぐに効果を失ってしまった。 マグニートーは結局大人に戻るが、シーアーのエージェントであるエリック・ザ・レッドにより、順当に年を取った状態ではなく若い頃の肉体を取り戻すことになった。
マグニートーは後に新たなブラザーフッド・オヴ・イビル・ミュータンツを結成してキャプテン・アメリカと戦う。ドクター・ドゥームの地球征服に反撃し、撃退を成功。

## 受容
マグニートーの生い立ちは公民権運動家のマルコムXやユダヤ防衛同盟の創始者メイル・カハネになぞらえられている。マグニートーはプロフェッサーXの平和主義的な態度に憤っており、公民権獲得のためにもっと攻撃的なアプローチを追究しようとする。
マグニートーはIGNのコミック本悪役トップ100リストで1位になった。『ウィザード』誌の悪役トップ100リストでも17位になっている。同誌の史上最も偉大なコミックブックキャラクタートップ200リストでは9位になっており、悪役としては2位であった。

## 作品集
| 題名                                | 収録作品                                                                                 | 刊行年         | ISBN           |
| ----------------------------------- | ---------------------------------------------------------------------------------------- | -------------- | -------------- |
| Magneto: Rogue Nation               | X-Men: The Magneto War #1; Uncanny X-Men #366-367; X-Men Vol. 2 #85-87; Magneto Rex #1-3 | April 2002     | 978-0785108344 |
| X-Men: Magneto Testament            | X-Men: Magneto Testament #1-5                                                            | October 2009   | 978-0785126409 |
| X-Men: First Class: Class Portraits | Magneto Vol. 2 #1, Cyclops Vol. 2 #1, Iceman and Angel #1, & Marvel Girl #1              | May 2011       | 978-0785155591 |
| Magneto: Not a Hero                 | Magneto: Not a Hero #1-4                                                                 | May 2012       | 978-0785158608 |
| Magneto Vol. 1: Infamous            | Magneto Vol. 3 #1-6                                                                      | September 2014 | 978-0785189879 |
| Magneto Vol. 2: Reversals           | Magneto Vol. 3 #7-12                                                                     | February 2015  | 978-0785189886 |
| Magneto Vol. 3: Shadow Games        | Magneto Vol. 3 #13-17                                                                    | July 2015      | 978-0785193869 |
| Magneto Vol. 4: Last Days           | Magneto Vol. 3 #18-21                                                                    | October 2015   | 978-0785198055 |

## 担当声優

### 実写版吹替
マイケル・ファスベンダー（青年期）
- 三木眞一郎

イアン・マッケラン（老年期）
- 阪脩（『X-メン』〈ソフト版〉）、有川博（『X-MEN2』 - 『:ファイナル ディシジョン』〈劇場公開版〉）、家弓家正（『X-メン』 - 『ファイナル ディシジョン』〈テレビ朝日版〉、『フューチャー&パスト』）、長克巳（『フューチャー&パスト/ローグエディション』〈追加録音〉）

### ゲームメディア版
CAPCOM格闘ゲーム版
- ジョージ・ブザ（『エックス・メン チルドレン オブ ジ アトム』）
- ローン・ケネディー（『マーヴル・スーパーヒーローズ』 - 『MARVEL VS. CAPCOM 2 NEW AGE OF HEROES』）
- トム・ケイン（『MARVEL VS. CAPCOM 3 Fate of Two Worlds』 - ）

## 参照
1. 1 2 3 4  X-Men: Magneto Testament #1
2. 1 2  Uncanny X-Men #161, September 1981
3. 1 2 3  X-Men vol. 2, #72
4. ↑  New Mutants #51 (May 1987)
5. ↑  New Mutants #75 (May 1989)
6. ↑  New Mutants #35-75
7. ↑  Uncanny X-Men #350
8. 1 2  Marvel Spotlight: Uncanny X-Men 500 Issues Celebration, pp. 5-7
9. ↑  Young, Paul. “Real Life Inspirations Behind Some of the Best Comic Book Villains”. 2017年7月5日閲覧。
10. ↑  Hanks, Henry. “The secret to 'X-Men's' success”. 2017年7月5日閲覧。
11. ↑  Darowski, Joseph J.. The Ages of the X-Men:Essays on the Children of the Atom in Changing Times. p. 71
12. ↑  DeCandido, Keith R.A., Haber, Karen, Wein, Len (April 1, 2006). The Unauthorized X-Men: SF and Comic Writers on Mutants, Prejudice, and Adamantium. Benbella Books. p. 23. ISBN 1-932100-74-1
13. ↑  Mordechai Shinefield (2008年6月7日). “X-Men mutant survives the Holocaust in new Marvel Comics miniseries”. Haaretz 2008年6月9日閲覧。
14. ↑  The Religious Affiliation of Comic Book Character Erik Magnus Lehnsherr — Magneto. URL last checked 2010-09-28.
15. ↑  Meth, Clifford. Protocols of the Elders of Marvel Archived 2010年8月10日, at the Wayback Machine.. URL last checked 2010-09-28.
16. ↑  “Magneto”.   Marvel. 2015年5月31日閲覧。
17. ↑  Vision and the Scarlet Witch #4 (February 1983)
18. ↑  Excalibur v.3, #8 (February 2005)
19. ↑  The X-Men, v.1, #5-7 (May–September 1964), New Mutants Vol. 1 #38 (1986), X-Men vs. Avengers miniseries (1987), Marvel Fanfare #33 (1987)
20. ↑  Uncanny X-Men #521
21. 1 2  Uncanny X-Men #150 (October 1981)
22. ↑  Defenders #15 (September 1974)
23. ↑  Avengers Academy #6 (January 2011)
24. ↑  Classic X-Men #12
25. 1 2  New Mutants #49
26. ↑  Uncanny X-Men #274
27. ↑  Excalibur vol.3 #14
28. ↑  X-Men #1
29. ↑  X-Men #4
30. ↑  X-Men #5
31. ↑  X-Men #11
32. ↑  X-Men #17-18
33. ↑  Avengers #47-49
34. ↑  X-Men #62-63
35. ↑  Fantastic Four #102-104
36. ↑  Amazing Adventures #9-10
37. ↑  Avengers #110-111
38. ↑  Defenders #15-16
39. ↑  X-Men Vol. 2 #2
40. ↑  X-Men #104
41. ↑  Captain America Annual #4
42. ↑  Super-Villain Team-Up #14; Champions #16
43. ↑  Godoski, Andrew (2011年6月1日). “Professor X And Magneto: Allegories For Martin Luther King, Jr. And Malcolm X”.   Screened. 2011年6月18日時点のオリジナルよりアーカイブ。2016年5月8日閲覧。
44. ↑  Shutt, Craig (1997年8月). “Bad is Good”. Wizard (72):  p. 38
45. ↑  “''(Orthodo)X-Men, On Screen and Off'', Irving Greenberg, Jewish Daily Forward, 13 June 2003”.   Forward.com (2003年6月13日). 2012年8月18日閲覧。
46. ↑  Ami Eden (2003年5月23日). “(Orthodo)X-Men”.   Jewish Daily Forward. 2017年7月6日閲覧。
47. ↑  IGN.com, Top 100 Comic Book Villains, "Magneto is Number 1" Archived 2009年5月18日, at the Wayback Machine.
48. ↑  Wizard, #177, July 2006
49. ↑  Wizarduniverse.com, "The 200 Greatest Comic Characters of All Time", Numbers 20 Through 1, 2008-05-23  Archived May 27, 2008, at the Wayback Machine.